# Georges Laederach
Georges Laederach (ur. 1 lipca 1906) – szwajcarski koszykarz, uczestnik Letnich Igrzysk Olimpijskich 1936.
Na igrzyskach w Berlinie reprezentował swój kraj w turnieju koszykówki. Wraz z kolegami zajął ex aequo 9. miejsce.